# Bajerov
Bajerov (bis 1927 slowakisch auch „Bajorov“; deutsch Bayersdorf, ungarisch Bajor) ist eine Gemeinde im Osten der Slowakei mit 409 Einwohnern (Stand 31. Dezember 2024) im Okres Prešov, einem Teil des Prešovský kraj, und wird zur traditionellen Landschaft Šariš gezählt.

## Geographie

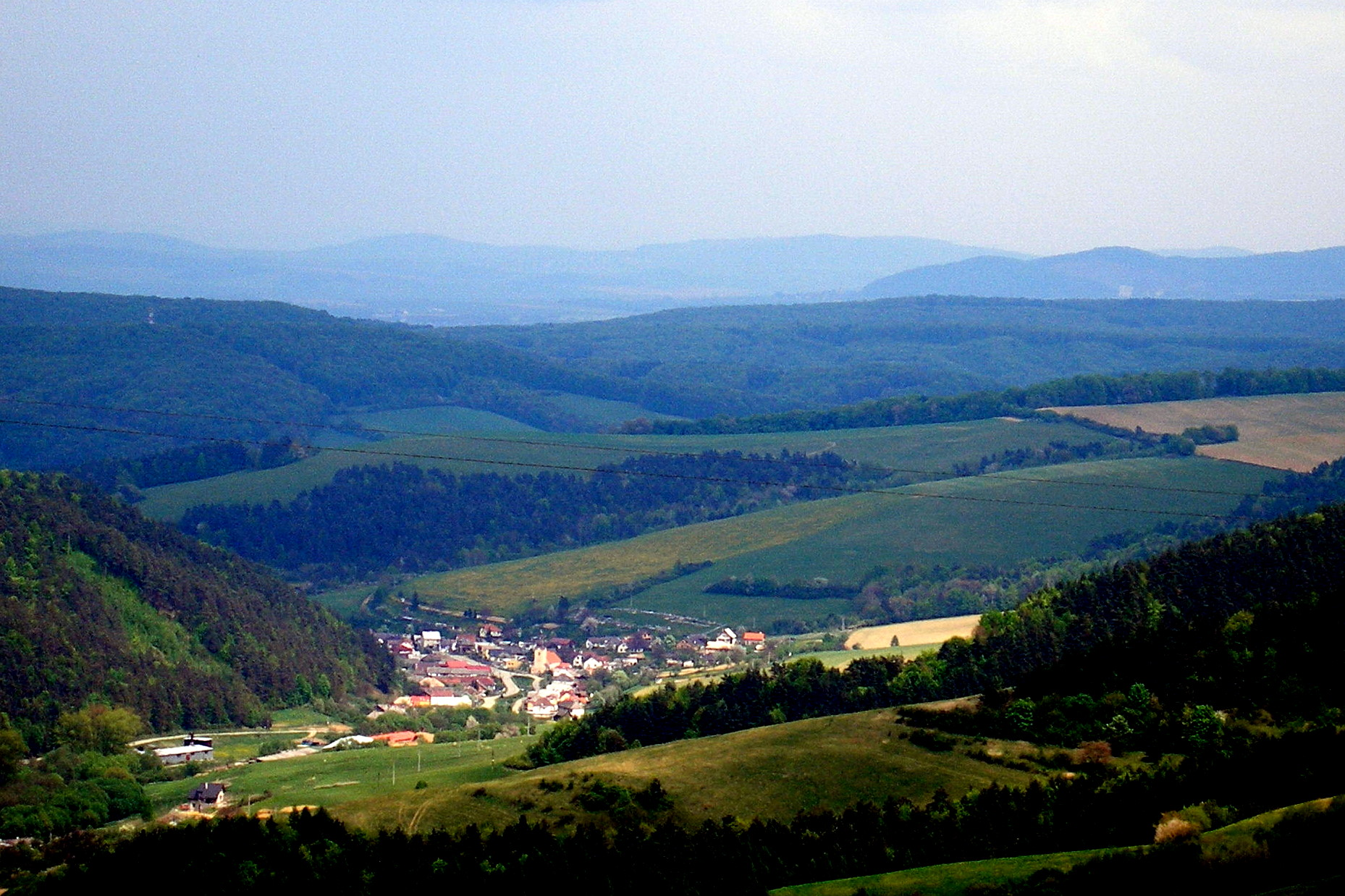
Blick auf den Ort

Die Gemeinde befindet sich im Südteil des Berglands Šarišská vrchovina im Tal des Kvačiansky potok. Das Ortszentrum liegt auf einer Höhe von 349 m n.m. und ist 15 Kilometer von Prešov entfernt.
Nachbargemeinden sind Brežany im Norden, Rokycany im Osten, Janov im Südosten, Sedlice im Süden, Kvačany im Westen sowie Žipov und Ondrašovce im Nordwesten.

## Geschichte

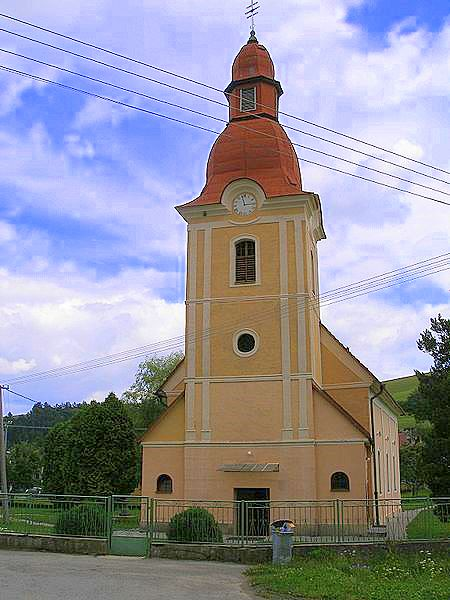
Kirche im Ort

Bajerov wurde zum ersten Mal 1332 als Bayor beziehungsweise Bavari schriftlich erwähnt, als ein Edelknecht namens Béke die Ortsgüter als Belohnung für seine Verdienste im Kampf gegen das Geschlecht Amadé vom ungarischen König Karl I. erhielt. Er und seine Nachfahren ließen sich hier nieder und gründeten ein Herrschaftsgebiet, das auch die Nachbardörfer Kvačany, Klenov, Žipov, Brežany und Ondrašovce umfasste. 1427 wurde das Dorf in Höhe von 34 Porta besteuert. 1600 standen 14 Untertanen-Häuser im Ort. 1787 hatte die Ortschaft 40 Häuser und 294 Einwohner, 1828 zählte man 37 Häuser und 292 Einwohner, die als Holzfäller, Landwirte, Fuhrmänner und Heimhandwerker beschäftigt waren.
Bis 1918/1919 gehörte der im Komitat Sáros liegende Ort zum Königreich Ungarn und danach zur Tschechoslowakei beziehungsweise heute Slowakei.

## Bevölkerung
| Jahr                | 1994 | 2004    | 2014    | 2024     |
| ------------------- | ---- | ------- | ------- | -------- |
| Anzahl der Personen | 427  | 439     | 457     | 409      |
| Unterschied         |      | +2,81 % | +4,10 % | −10,50 % |

| Jahr                | 2023 | 2024    |
| ------------------- | ---- | ------- |
| Anzahl der Personen | 415  | 409     |
| Unterschied         |      | −1,44 % |

Nach der Volkszählung 2011 wohnten in Bajerov 448 Einwohner, davon 434 Slowaken, zwei Tschechen und ein Pole. 11 Einwohner machten keine Angabe zur Ethnie.
427 Einwohner bekannten sich zur römisch-katholischen Kirche, vier Einwohner zur griechisch-katholischen Kirche und ein Einwohner zu einer anderen Konfession. Vier Einwohner waren konfessionslos und bei 12 Einwohnern wurde die Konfession nicht ermittelt.

## Bauwerke und Denkmäler
- römisch-katholische Erzengel-Michael-Kirche im klassizistischen Stil aus dem Jahr 1826